# Sparisoma atomarium
El jabón o loro de lunar verde (Sparisoma atomarium) es una especie de peces de la familia Scaridae en el orden de los Perciformes.

## Morfología
Los machos pueden llegar alcanzar los 25 cm de longitud total.

## Distribución geográfica
Se encuentra desde Bermuda, el sur de Florida (Estados Unidos) y Bahamas hasta el norte de Sudamérica.